# Anfangslektüre
Anfangslektüre ist im Lateinunterricht oder Griechischunterricht die Bezeichnung für die erste Originallektüre nach Abschluss der Lehrbucharbeit.
Zwischen Lehrbucharbeit und Anfangslektüre kann noch die Übergangslektüre treten, bei der mit Hilfe von kurzen, meist adaptierten und damit sehr einfachen lateinischen Texten der von den Schülern häufig als schwierig empfundene Übergang vom anspruchslosen Lehrbuchlatein zu originallateinischen Texten ("Lektüreschock") überbrückt und erleichtert werden soll.
Im Einzelnen gilt  
- für den Lateinunterricht: Häufig gelesen werden Caesars Commentarii de bello Gallico. In den letzten Jahrzehnten wurde in der lateinischen Fachdidaktik jedoch verstärkt das Bemühen deutlich, Caesar als Anfangslektüre durch andere Texte zu ersetzen (z. B. Erasmus, Terenz, Eutropius). Die neueren Curricula (z. B. Lehrplan Latein S I in NRW) enthalten zudem Vorschläge für Übergangslektüre, z. B. Geschichten aus der Disciplina clericalis von Petrus Alfonsi oder den Reisebericht Mundus Novus des Amerigo Vespucci.

- für den Griechischunterricht: Geeignete Anfangslektüren sind z. B. die Anabasis von Xenophon, die Dialoge Lukians oder das Neue Testament.